# شاكر الهدهور
شاكر الهدهور (مواليد 4 ديسمبر 1991) هو لاعب كرة قدم محترف من جزر القمر يشغل مركز ظهير أيسر لنادي أجاكسيو الفرنسي.

## مسيرته مع الأندية
ولد الهدهور في مدينة نانت الفرنسية.
ظهر الهدهور لأول مرة مع نانت خلال موسم 2010-11. في 2 ديسمبر 2011، وقع على سبيل الإعارة مع نادي بايون الذي يُمارس في الدوري الفرنسي الدرجة الثالثة حتى نهاية الموسم.
في ديسمبر 2018، غادر الهدهور مدينة كاين لتوقيع عقد مع نادي شاتورو في يناير 2019.
في 12 أكتوبر 2021، وقع مع أجاكسيو.

## على المستوى الدولي
ظهر الهدهور لأول مرة مع منتخب جزر القمر في 5 مارس 2014.
في عام 2022، كان ضمن تشكيلة جزر القمر التي وصلت إلى مراحل خروج المغلوب في كأس الأمم الأفريقية 2021. لعب كحارس مرمى في مباراة دور الـ16 ضد المُضيف الكاميرون، بعد أن بقيت جزر القمر بدون حراس مرمى لائقين بسبب مجموعة من الإصابات واختبارات كوفيد 19 الإيجابية.

### الأهداف الدولية
| # | التاريخ      | الملعب                                   | الخصم    | الأهداف | النتيجة | البطولة                         |
| - | ------------ | ---------------------------------------- | -------- | ------- | ------- | ------------------------------- |
| 1 | 24 مارس 2017 | ملعب سيد محمد شيخ، ميتساميولي، جزر القمر | موريشيوس | 2-0     | 2-0     | تصفيات كأس الأمم الأفريقية 2019 |

## روابط خارجية
- شاكر الهدهور على موقع قاعدة بيانات كرة القدم.إي يو (الإنجليزية)
- شاكر الهدهور على موقع ليكيب (الفرنسية)
- شاكر الهدهور على موقع ناشيونال فوتبول تيمز (الإنجليزية)
- شاكر الهدهور على موقع Soccerway.com (الإنجليزية)
- شاكر الهدهور على موقع AS.com (الإسبانية)